# Mary Sackville, grevinna av Falmouth och Dorset
Mary Sackville, grevinna av Falmouth och Dorset , död 1679, var en engelsk adelskvinna. Hon blev uppmärksammad för det förhållande hon hade med kung Karl II av England under 1660-talet.   Hon räknats som en av Windsor Beauties.